# محمدرضا منزوی
محمدرضا منزوی (زاده ۱۳۰۸ در سامرا – درگذشته بهمن ۱۳۳۳ در تهران) سومین پسر شیخ آقابزرگ تهرانی بود. او که عضو حزب توده ایران بود پس از کودتای ۲۸ مرداد ۱۳۳۲ دستگیر و ۱۱ ماه زندانی شد ولی به دلیل عدم کشف سازمان نظامی حزب توده، تبرئه و آزاد گردید. با کشف سازمان نظامی حزب توده، وی به قصد مهاجرت به بیروت رفت که به درخواست حکومت پهلوی (سرهنگ مبصر رئیس ساواک) و موافقت کمیل شمعون، رئیس‌جمهور لبنان، در فرودگاه بیروت دستگیر و به دولت ایران تحویل شد. او در بهمن ۱۳۳۳ در زندان قزل قلعه زیر شکنجه بدست زیبائی و امجدی کشته شد.